# František Beneš (politik KSČM)
František Beneš (* 8. října 1944) je český politik, v letech 2002–2006 poslanec Poslanecké sněmovny za KSČM.

## Biografie
V senátních volbách roku 1996 kandidoval neúspěšně za senátní obvod č. 23 - Praha 8. Získal 9 % hlasů a nepostoupil do 2. kola. Ve volbách v roce 2002 byl zvolen do poslanecké sněmovny za KSČM (volební obvod Praha). Byl místopředsedou sněmovního výboru pro veřejnou správu, regionální rozvoj a životní prostředí. V parlamentu setrval do voleb v roce 2006.
V roce 2010 se uvádí jako vedoucí redaktor časopisu GaKO (Geodetický a kartografický obzor). Byl ředitelem Výzkumného ústavu geodetického, topografického a kartografického. Jako poslanec i funkcionář KSČM se zabýval bytovými tématy, například deregulací nájmů.
V komunálních volbách roku 1994, komunálních volbách roku 1998, komunálních volbách roku 2002 a komunálních volbách roku 2006 byl zvolen do zastupitelstva městské části Praha 8 za KSČM. Neúspěšně sem kandidoval v komunálních volbách roku 2010. Profesně se uvádí jako zeměměřič.
Ve stínové vládě KSČM spravuje resort místního rozvoje.